# Presidente Sarney (Maranhão)
Presidente Sarney é um município brasileiro do estado do Maranhão. Sua população recenseada em 2022 era de 17.511 habitantes.
O município foi batizado em homenagem ao ex-presidente José Sarney, ainda vivo quando da mudança de nome da localidade, embora a Constituição de 1988 tenha proibido tais homenagens em vida.
Em 2016, o município ficou com o pior lugar no país no chamado Índice de Bem-Estar Urbano, calculado pelo Observatório das Metrópoles, ligado à Universidade Federal do Rio de Janeiro.

## História
O território que hoje compõe o município de Presidente Sarney pertencia a um distrito do município de Pinheiro denominado Pimenta do Maranhão ou simplesmente Pimenta.
Em 1994, o distrito de Pimenta foi elevado a categoria de município tendo sua denominação original alterada para Presidente Sarney, enquanto se emancipava do município de Pinheiro.

### Plebiscito para a mudança do nome
Em 2017, a Assembleia Legislativa do Maranhão aprovou a realização de um plebiscito para decidir se o nome do município deveria mudar para a denominação original de Pimenta do Maranhão ou se permaneceria como Presidente Sarney.

## Geografia
O município de Presidente Sarney possui uma extensão territorial de 726,176 quilômetros quadrados, ocupando a 135 posição entre os 217 municípios maranhenses em termos de área.
Presidente Sarney faz fronteira com quatro outros municípios. Ao norte, faz limite com Santa Helena e Pinheiro ao sul, com Pedro do Rosário, ao leste, com Pinheiro e ao oeste, com Santa Helena.

### Demografia
Segundo dados do Censo Demográfico de 2022, Presidente Sarney contava com 17.511 habitantes, resultando em uma densidade populacional de aproximadamente 24,11 habitante por quilômetro quadrado. No contexto estadual, o município ocupava a 107 posição em número de habitantes e a 75 em densidade demográfica comparando-se com outros municípios do estado do Maranhão. A estimativa populacional para o ano de 2024 era de 17.913 habitantes.

### Educação
Em 2010, a taxa de escolarização de crianças entre 6 e 14 anos em Presidente Sarney era de 97,5 %, colocando o município na 60 colocação entre os 217 do estado. Quanto ao Índice de Desenvolvimento da Educação Básica (IDEB) referente ao ano de 2023, os anos iniciais do ensino fundamental na rede pública apresentaram índice de 5,0 enquanto os anos finais atingiram 4,3.
| Taxa de escolarização de 6 a 14 anos de idade [2010]             | 97,5 %           |
| IDEB – Anos iniciais do ensino fundamental (Rede pública) [2023] | 5,0              |
| IDEB – Anos finais do ensino fundamental (Rede pública) [2023]   | 4,3              |
| Matrículas no ensino fundamental [2023]                          | 3.652 matrículas |
| Matrículas no ensino médio [2023]                                | 909 matrículas   |
| Docentes no ensino fundamental [2023]                            | 354 docentes     |
| Docentes no ensino médio [2023]                                  | 50 docentes      |
| Número de estabelecimentos de ensino fundamental [2023]          | 41 escolas       |
| Número de estabelecimentos de ensino médio [2023]                | 2 escolas        |

Fonte: IBGE

## Economia
Em 2021, o Produto Interno Bruto (PIB) per capita de Presidente Sarney foi de R$ 8.586,92, valor que colocava o município na 129 posição entre os 217 do estado do Maranhão. Já em 2023, as receitas oriundas de fontes externas representavam 96,37 % do total arrecadado pelo município, o que o posicionava em 32 lugar no ranking estadual.
| PIB per capita [2021]                                                                           | 8.586,92 R$      |
| Índice de Desenvolvimento Humano Municipal (IDHM) [2010]                                        | 0,557            |
| Total de receitas brutas realizadas [2023]                                                      | 98.845.317,13 R$ |
| Transferências correntes (Percentual em relação às receitas correntes brutas realizadas) [2023] | 96,37 %          |
| Total de despesas brutas empenhadas [2023]                                                      | 98.370.789,04 R$ |

Fonte: IBGE
| Salário médio mensal dos trabalhadores formais [2022]                                             | 2,2 salários mínimos |
| Pessoal ocupado [2022]                                                                            | 672 pessoas          |
| População ocupada [2022]                                                                          | 3,84 %               |
| Percentual da população com rendimento nominal mensal per capita de até 1/2 salário mínimo [2010] | 54,2 %               |

Fonte: IBGE